# Kostná dolina
Kostná dolina je národní přírodní památka v Chráněné krajinné oblasti Cerová vrchovina.
Nachází se v katastrálním území obce Hajnáčka v okrese Rimavská Sobota v Banskobystrickém kraji. Území bylo vyhlášeno v roce 1994 a novelizováno v roce 1996 na rozloze 4,9200 ha. Ochranné pásmo nebylo stanoveno.